# HD 75898
HD 75898 (Stribor) je zvijezda magnitude 8 u zviježđu Risa. Udaljena je od nas oko 255 svjetlosnih godina. Stara je 3.8 milijardi godina. 28% je masivnija, 60% veća i 3 puta svjetlija od našeg Sunca. Zvijezda HD 75898 Stribor je spektralnog tipa G0, to je žuta zvijezda i spada u zvijezde glavnog niza, poput našeg Sunca koje je pak klasificirano kao zvijezda razreda G2. Zvjezdana magnituda sjaja iznosi 8.04m što znači da nije vidljiva golim okom. Ljudsko oko u kvalitetnim uvjetima može vidjeti do 6m. Stribor se približava Suncu brzinom od 21.68000 km/s. Površinska temperatura zvijezde je 5.555 stupnjeva Celzijevih. Sunce ima temperaturu fotosfere od 5.505 °C.
Stribor je bogat metalima, što znači da ima skoro dvostruko više željeza od naše zvijezde.
Znanstvenici su 2007. godine u orbiti te daleke zvijezde uočili jedan planet HD 75898 b, odnosno sada poznat kao Veles. Ne zna se puno o njemu, no smatra se da je velik minimalno kao Jupiter; najveći planet u našem Sunčevom sustavu.